# Serendipdwergooruil
De serendipdwergooruil (Otus thilohoffmanni) is een vogelsoort uit de familie van de strigidae (uilen). Het is een bedreigde, endemische vogelsoort van Sri Lanka. Deze uil werd in 1995 al ontdekt, maar pas in 2004 geldig beschreven en vernoemd naar de heer Thilo Hoffmann die veel voor de bescherming van het regenwoud heeft betekend. Serendip is een oude naam voor het eiland Ceylon en verwijst ook naar serendipiteit, het vinden van iets onverwachts terwijl je op zoek bent naar iets totaal anders. Dit is van toepassing op de relatief late ontdekking van deze vogelsoort.

## Kenmerken
Deze uil is 16,5 cm lang. Het is een vrij kleine dwergooruil met een korte staart en zonder opvallende oorpluimen. Voor een uil is hij betrekkelijk egaal roodbruin gekleurd, van onder lichter dan van boven. Door het hele verenkleed zijn kleine donkere vlekjes. Op de buik en onderstaartdekveren ontbreken deze markeringen. De uil kan verward worden met de Sri-Lankaanse oosterse dwergooruil (O. sunia leggei), maar die is groter en heeft wel oorpluimen.

## Verspreiding en leefgebied
Deze soort is endemisch in de vochtige regenwoudrestanten in het zuidwesten van Sri Lanka waaronder het woudreservaat Sinharaja. Het leefgebied bestaat uit laagland tropisch regenbos, maar ook uit secundair bos met een dichte ondergroei, in heuvelland tussen de 30 en 530 m boven zeeniveau.

## Status
De serendipdwergooruil heeft een beperkt en versnipperd verspreidingsgebied en daardoor is de kans op uitsterven aanwezig. De grootte van de populatie werd in 2016 door BirdLife International geschat op 150 tot 700 volwassen individuen en de populatie-aantallen nemen af door habitatverlies. De vogel is afhankelijk van grote oppervlakten bos. De relatief kleine, beschermde leefgebieden worden aangetast door ontbossing rondom deze natuurreservaten. Daarbij wordt natuurlijk bos omgezet in gebied voor agrarisch gebruik en menselijke bewoning. Om deze redenen staat deze soort als bedreigd op de Rode Lijst van de IUCN.